# Leptaulax sambawae
Leptaulax sambawae es una especie de coleóptero de la familia Passalidae.

## Distribución geográfica
Habita en la Isla de Flores (Indonesia), Sumbawa, Lombok y Nueva Guinea.